# Мінервіно П'єтра
Мінервіно П'єтра (порт. Minervino Pietra, 1 березня 1954, Лісабон — 7 березня 2024) — португальський футболіст, що грав на позиції захисника. По завершенні ігрової кар'єри — тренер. З 2009 року входить до тренерського штабу клубу «Бенфіка».
Виступав, зокрема, за «Бенфіку», з якою став чотириразовим чемпіоном Португалії та п'ятиразовим володарем Кубка Португалії, а також національну збірну Португалії.

## Клубна кар'єра
У дорослому футболі дебютував 1971 року виступами за команду «Белененсеш», в якій провів п'ять сезонів, взявши участь у 99 матчах чемпіонату.
1976 року перейшов до клубу «Бенфіка», за який відіграв 11 сезонів. Більшість часу, проведеного у складі «Бенфіки», був основним гравцем захисту команди. За цей час чотири рази виборював титул чемпіона Португалії  в 1977, 1981, 1983 та 1984 роках. Також Мінервіно п'ять разів здобував національний кубок і двічі суперкубок. Також дійшов з командою до фіналу Кубка УЄФА 1983 року, де зіграв в обох матчах, але португальці програли бельгійському «Андерлехту» (0:1, 1:1).
Завершив професійну кар'єру футболіста виступами за «Бенфіку» у 1987 році. Загалом за свою кар'єру у вищому дивізіоні він взяв участь у 327 іграх, забивши 29 голів.

## Виступи за збірну
14 листопада 1973 року дебютував в офіційних іграх у складі національної збірної Португалії у матчі відбору на чемпіонат світу 1984 року проти Північної Ірландії (1:1).
Загалом протягом кар'єри у національній команді, яка тривала 11 років, провів у її формі 27 матчів, забивши 1 гол.

## Кар'єра тренера
Розпочав тренерську кар'єру невдовзі по завершенні кар'єри гравця, 1989 року, увійшовши до тренерського штабу клубу «Боавішта», де пропрацював з 1989 по 1990 рік, після чого був головним тренером нижчолігових клубів «Алверка» та «Жувентуде Евра».
У 1994 році він повернувся в «Боавішту» на посаду помічника, після чого входив до тренерських штабів клубів «Белененсеш», «Алверка» та «Ешторіл Прая». У сезоні 1999/00 П'єтра був головним тренером «Ешторіл-Праї», а потім тренував «Баррейренсі».
2007 року П'єтра повернувся до «Бенфіки», де працював скаутом, а 2009 року увійшов до тренерського штабу нового головного тренера клубу Жорже Жезуша.

## Статистика виступів

### Статистика виступів за збірну
| Дата       | Місто     | Господарі         | Результат | Гості             | Турнір            | Голи | Примітки |
| ---------- | --------- | ----------------- | --------- | ----------------- | ----------------- | ---- | -------- |
| 14-11-1973 | Лісабон   | Португалія        | 1 – 1     | Північна Ірландія | Відбір до ЧС 1974 | -    |          |
| 09-03-1975 | Гоянія    | Гояс              | 2 – 1     | Португалія        | товариський матч  | -    |          |
| 26-04-1975 | Коломб    | Франція           | 0 – 2     | Португалія        | товариський матч  | -    |          |
| 30-04-1975 | Прага     | Чехословаччина    | 5 – 0     | Португалія        | Відбір до ЧЄ 1976 | -    |          |
| 16-10-1976 | Порту     | Португалія        | 0 – 2     | Польща            | Відбір до ЧС 1978 | -    |          |
| 30-03-1977 | Фуншал    | Португалія        | 1 – 0     | Швейцарія         | товариський матч  | -    |          |
| 16-11-1977 | Фару      | Португалія        | 4 – 0     | Кіпр              | Відбір до ЧС 1978 | -    |          |
| 20-09-1978 | Сетубал   | Португалія        | 1 – 0     | США               | товариський матч  | -    |          |
| 15-11-1978 | Відень    | Австрія           | 1 – 2     | Португалія        | Відбір до ЧЄ 1980 | -    |          |
| 29-11-1978 | Лісабон   | Португалія        | 1 – 0     | Шотландія         | Відбір до ЧЄ 1980 | -    |          |
| 09-05-1979 | Осло      | Норвегія          | 0 – 1     | Португалія        | Відбір до ЧЄ 1980 | -    |          |
| 17-10-1979 | Брюссель  | Бельгія           | 2 – 0     | Португалія        | Відбір до ЧЄ 1980 | -    |          |
| 15-10-1980 | Глазго    | Шотландія         | 0 – 0     | Португалія        | Відбір до ЧС 1982 | -    |          |
| 19-11-1980 | Лісабон   | Португалія        | 1 – 0     | Північна Ірландія | Відбір до ЧС 1982 | -    |          |
| 17-12-1980 | Лісабон   | Португалія        | 3 – 0     | Ізраїль           | Відбір до ЧС 1982 | -    |          |
| 15-04-1981 | Порту     | Португалія        | 1 – 1     | Болгарія          | товариський матч  | -    |          |
| 29-04-1981 | Белфаст   | Північна Ірландія | 1 – 0     | Португалія        | Відбір до ЧС 1982 | -    |          |
| 20-06-1981 | Порту     | Португалія        | 2 – 0     | Іспанія           | товариський матч  | -    |          |
| 24-06-1981 | Стокгольм | Швеція            | 3 – 0     | Португалія        | Відбір до ЧС 1982 | -    |          |
| 23-09-1981 | Лісабон   | Португалія        | 2 – 0     | Польща            | товариський матч  | -    |          |
| 14-10-1981 | Лісабон   | Португалія        | 1 – 2     | Швеція            | Відбір до ЧС 1982 | 1    |          |
| 17-02-1982 | Ганновер  | ФРН               | 3 – 1     | Португалія        | товариський матч  | -    |          |
| 22-09-1982 | Гельсінкі | Фінляндія         | 0 – 2     | Португалія        | Відбір до ЧЄ 1984 | -    |          |
| 10-10-1982 | Лісабон   | Португалія        | 2 – 1     | Польща            | Відбір до ЧЄ 1984 | -    |          |
| 13-04-1983 | Коїмбра   | Португалія        | 0 – 0     | Угорщина          | товариський матч  | -    |          |
| 27-04-1983 | Москва    | СРСР              | 5 – 0     | Португалія        | Відбір до ЧЄ 1984 | -    |          |
| 21-09-1983 | Лісабон   | Португалія        | 5 – 0     | Фінляндія         | Відбір до ЧЄ 1984 | -    |          |
| Усього     |           | Матчів            | 27        |                   | Голів             | 1    |          |

## Титули і досягнення
- Чемпіон Португалії (4):

«Бенфіка»: 1976-1977, 1980-1981, 1982-1983, 1983-1984
- Володар Кубка Португалії (5):

«Бенфіка»: 1979-1980, 1980-1981, 1982-1983, 1984-1985, 1985-1986
- Володар Суперкубка Португалії (2):

«Бенфіка»:  1980, 1985